# Clemens Brummer

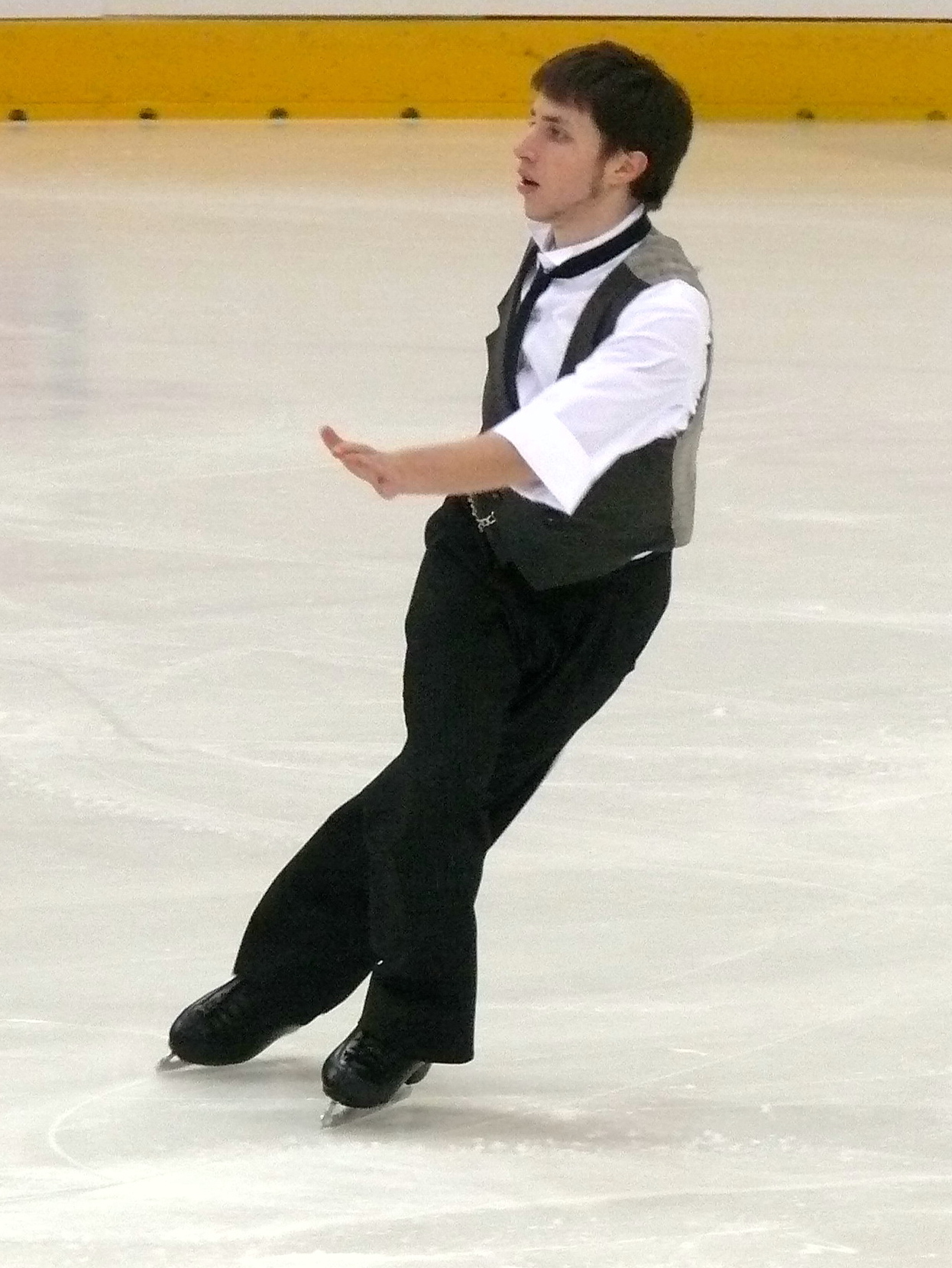
Clemens Brummer beim Kurzprogramm bei den Deutschen Meisterschaften 2008 in Dresden

Clemens Brummer (* 19. April 1986 in Berlin) ist ein deutscher Eiskunstläufer, der im Einzellauf startet.
Im Jahr 2008 wurde Brummer deutscher Meister im Eiskunstlauf der Herren. Er startet für den SC Charlottenburg. Seine Trainerin ist Viola Striegler.
Im März 2008 gewann er beim AEGON Challenge Cup mit Bronze seine erste Medaille bei einem internationalen Wettbewerb.
Sein internationales Debüt bei Europameisterschaften beendete er 2008 auf dem 14. Platz, ein Jahr später wurde er Zwanzigster.

## Ergebnisse
| Wettbewerb / Jahr           | 2002 | 2003 | 2004 | 2005 | 2006 | 2007 | 2008 | 2009 | 2010 |
| --------------------------- | ---- | ---- | ---- | ---- | ---- | ---- | ---- | ---- | ---- |
| Europameisterschaften       |      |      |      |      |      |      | 14.  | 20.  |      |
| Juniorenweltmeisterschaften |      |      |      | 17.  |      |      |      |      |      |
| Deutsche Meisterschaften    | 13.  | 8.   | 10.  | 4.   | 4.   | 4.   | 1.   | 2.   | 7.   |